# 奧巴爾迪亞 (查梅區)
奧巴爾迪亞（西班牙語：Obaldía），是巴拿馬的城鎮，位於該國中東部，由西巴拿馬省的查梅區負責管轄，面積34.6平方公里，2010年人口549，人口密度每平方公里15.9人。